# James Schamus

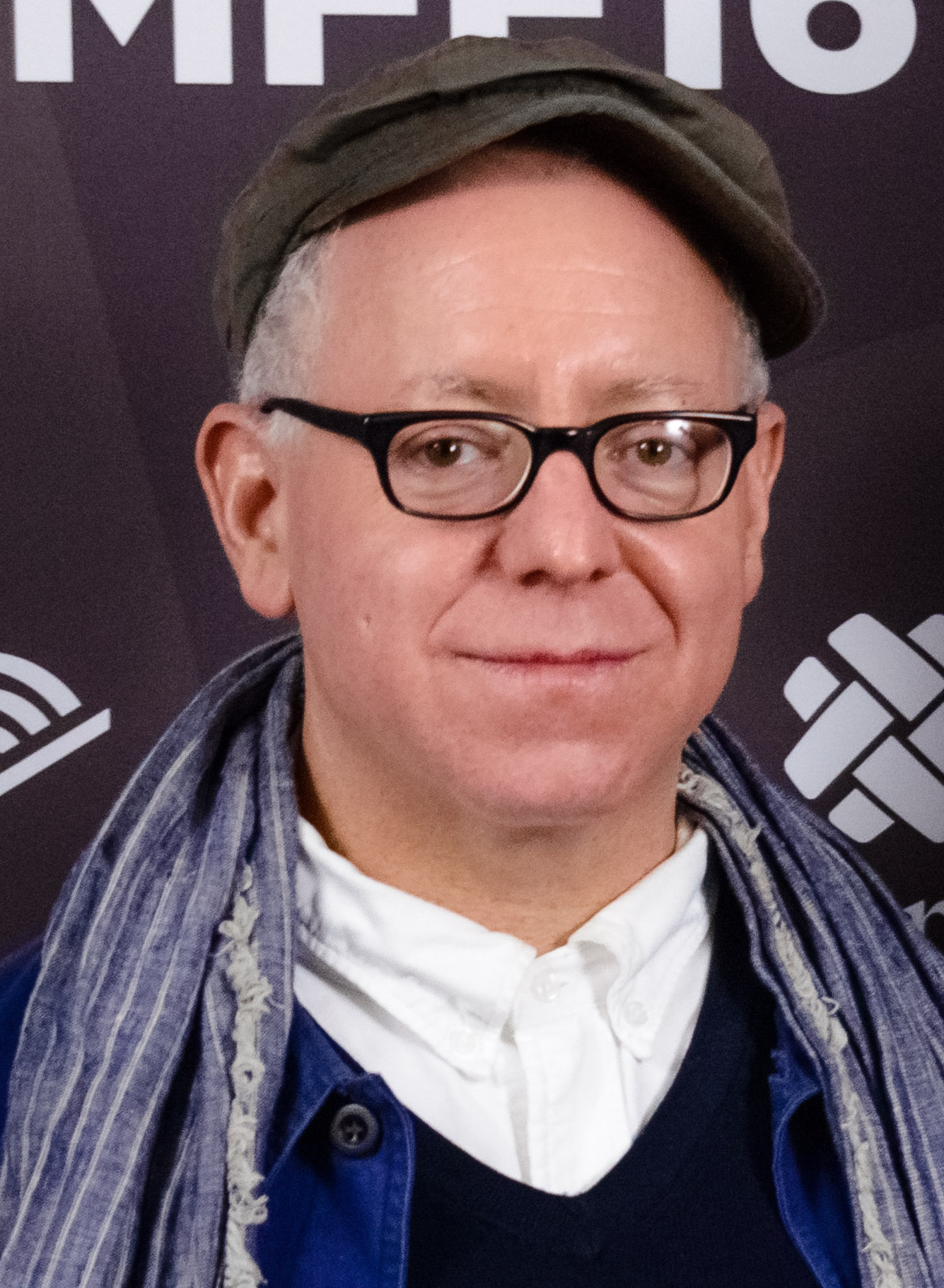
James Schamus beim Montclair Film Festival 2016

James Allan Schamus (* 7. September 1959 in Kalifornien) ist ein US-amerikanischer Filmproduzent, Drehbuchautor und Regisseur.

## Leben
James Schamus sammelte erste Erfahrungen in der Filmbranche in Zusammenarbeit mit der noch unbekannten Filmproduzentin Christine Vachon, mit der er 1988 an der Entstehung des Fernsehsenders Independent Television Service (ITVS)  mitwirkte. Gleichzeitig arbeitete er als so genannter script doctor bei New Line Cinema, wo sich Schamus mit Ted Hope befreundete. Beide gründeten im Januar 1991 die New Yorker Filmproduktion Good Machine. Der Vertriebsleiter von Miramax, David Linde, wurde 1994 dritter Partner und erweiterte die Firma an Filmemachern und Geldgebern.
Der erste Spielfilm der Firma war Schiebende Hände (1992), den Schamus mit dem immigrierten Taiwaner Ang Lee entwickelte. Die nachfolgende Gemeinschaftsarbeit Das Hochzeitsbankett wurde 1993 mit dem Goldenen Bären und einer Oscar-Nominierung prämiert. Viele Regiearbeiten Lees wurden von Schamus mitproduziert. Auch die meisten Drehbuchvorlagen wurden von ihm geliefert. Zusammen schufen Schamus und Lee die Filme Eat Drink Man Woman (1993), Sinn und Sinnlichkeit (1995), Tiger and Dragon (2000, der den Nebula Award für das „beste Drehbuch“ 2001 gewann), Hulk (2003) und Gefahr und Begierde (2007). Schamus wurde für sein Drehbuch für Der Eissturm auf den Filmfestspielen von Cannes 1997 ausgezeichnet und gewann für Brokeback Mountain (2005) mehrere Produzentenpreise.
Den Ruf als wichtigster Produzent der Indie-Bewegung machte sich Schamus zusätzlich durch Poison (1991), In the Soup (1992), What Happened was … (1994) und Kleine Sünden unter Brüdern (1995), die alle auf dem Sundance Film Festival mit dem Preis als „Bester Film“ ausgezeichnet wurden. Good Machine produzierte außerdem preisgekrönte Filme wie Safe (1995), Walking and Talking (1996), Das Familiengeheimnis (1997) und In the Bedroom (2001).
Im Juni 2002 wurde Good Machine von Universal gekauft und mit USA Films zu Focus Features verschmolzen.
Schamus lehrte außerdem in Berkeley, Chicago und an der Columbia University als Professor für Filmgeschichte. Er ist verheiratet und hat eine Tochter.
Schamus war der Präsident der Internationalen Jury der Berlinale 2014. 2016 war er bei der Berlinale mit seinem Regiedebüt Indignation in der Sektion Panorama Special vertreten.

## Politische Einstellungen
Im Oktober 2024 gehörte Schamus zu den Unterzeichnern eines Aufrufs zum Boykott israelischer Kulturinstitutionen, „die an der überwältigenden Unterdrückung der Palästinenser mitschuldig sind oder diese stillschweigend beobachtet haben“.

## Filmografie (Auswahl)
- 1990: The Golden Boat
- 1993: Das Hochzeitsbankett (Pinyin: Xǐyàn, Wade-Giles: Hsi yen)
- 1997: Der Eissturm (The Ice Storm)
- 2000: Tiger and Dragon (Wòhǔ Cánglóng, auch Drehbuch)
- 2003: Hulk (auch Drehbuch)
- 2005: Brokeback Mountain
- 2016: Empörung (Indignation, auch Regie und Drehbuch)
- 2016: Jeder stirbt für sich allein (Alone in Berlin)
- 2019: Adam
- 2019: The Tomorrow Man
- 2019: Driveways
- 2019: The Assistant
- 2022: The King’s Daughter
- 2025: The Wedding Banquet

## Auszeichnungen (Auswahl)
Internationale Filmfestspiele von Cannes
- 1997: Auszeichnung für das Beste Drehbuch (Der Eissturm)

Oscar
- 2001: Nominierung in der Kategorie Bestes adaptiertes Drehbuch (Tiger and Dragon)
- 2001: Nominierung in der Kategorie Bester Song (Tiger and Dragon)
- 2006: Nominierung in der Kategorie Bester Film (Brokeback Mountain)